# M29パワーアップマグナム
M29パワーアップマグナムは国際産業が1986年に発売したABS樹脂製エアソフトガン。正式にはコクサイM29パワーアップマグナム。
現在、日本ではこの製品は警察庁より銃刀法に抵触する拳銃（実銃）と認定され発売禁止となり、所持はできなくなっている（所持した場合は銃刀法違反に問われる）。
発売禁止に関連する事柄を取り上げる場合、単に「コクサイM29」、「M29」と略す場合がある。

## モデル
スミス&ウェッソン社のリボルバーのM29 44マグナムをモデルとしている。
国際産業が1981年に発売していたABS樹脂製モデルガンコクサイM29をベースにエアソフトガン化した製品となる。

## 製品説明
1985年頃より始まったエアソフトガンブームを受けモデルガン市場が冷え込み始めた。このため、国際産業は『リボルバーのコクサイ』として知られていたモデルガンメーカーではあったが、自社製エアソフトガンの開発を積極的に行っていた。
この頃、モデルガンのブローバック機構を併用したライフル銃型のスーパーウェポンシリーズやオーソドックスなエアコッキング式であるがモデルガン並みのリアルな外観を備えたセミオートピストルなど、独自のメーカー色を主張する製品を開発していた。
そして開発されたのがリキッドチャージ式の蓄圧式カートリッジ（ミラクルカートリッジ）である。
このカートリッジは単体でボンベの役割を果たしており、リムの中心のバルブ（プライマーに相当）を叩く事によりガスが一気に放出され、先端に保持したBB弾を発射させる国際産業独自のアイデアによる製品であった。
ミラクルカートリッジはその特徴から本体（フレーム）側にボンベ機能を持たせる必要がないため、モデルガンに近い製品への搭載が可能であった。
搭載第一弾製品として映画ダーティハリーや刑事ドラマ等の活躍で人気のあるS&W M29 44マグナムを選択し、既製品であるモデルガンのM29の本体を流用して製品化された。この製品はM29パワーアップマグナムという名前で1986年に発売された。
なお、当製品の発売開始当時、国際産業は日本モデルガン製造協同組合に加盟していなかった為、事前に玩具銃として適正（安全）であるかの審査を受けていなかった。

## 製品詳細
前述の通り、当製品はモデルガン流用のエアソフトガンである。
モデルガンは内部機構が実銃に近いため、銃腔（バレル内）および薬室（シリンダーのチャンバー）に改造防止インサートを施すことになっているが、エアソフトガンとして製品化する場合はBB弾を飛ばす必要があるため、物理的に銃腔にインサートを配置する事ができない。よって、別の方法で不正改造防止の安全対策を施している。
初期型
- インナーバレル - 樹脂製で分解不能とし、容易に補強ができない構造とした。
- シリンダー - 薬室間の隔壁を取り除き、実包など発砲時の圧力が高くなるカートリッジを使用できない構造とした。
- ハンマーノーズ - 段を付けて折り曲げ、リムの中心部を叩かない形状とし、実包などを装填しても撃発できない構造とした。
- リコイルプレート - 撃針孔の中心にインサート（鉄製ピン）を設置し、容易に改造できない構造とした。なお、ハンマーノーズはこのインサートをよけて前進する構造となっている。

その他の構造はモデルガンと相違無い。
一部改良型
安全性が不十分であるとの事から一部改良した製品。
- シリンダー型ミラクルカートリッジ - シリンダー状の6発が一体となったカートリッジ。

これにより本来のシリンダーは中を全てくり貫かれた空洞となり、通常のカートリッジは一切装填できない構造となった。
合わせてプライマー部も大型化された。
シリンダー自体がボンベと発射機構を持つという点で後年発売となるタナカのペガサスシステムとの類似性が認められるが、なおハンマーの打撃力でガスを放出するという点では大きく異なる。
（ペガサスシステムはセンターピンを押す構造である。）
- 改良型ハンマーノーズ - さらにインサートを大きくし、ハンマーノーズも大型化のコの字型に変更された。

## 製品バリエーション
- 6インチモデル（ニッケルメッキ仕上げ）
- 8 3/8インチモデル（ニッケルメッキ仕上げ）

別売り品
- ミラクルカートリッジ（6発入り）

## 事件の経緯
当製品は発売後に実銃と認定され、発売および所持が禁止された。発売時からの状況を以下に纏める。なおこれらの事象は全て公表事実に基づくものであり、憶測や風評等は含めない。
- 1985年10月26日 - 国際産業の荒井社長が警視庁の捜査第四課の鈴木主任を尋ね、試射の上『これは玩具銃であると思うが専門外なので保安一課で確認してくれ』との意見をもらう。
- 1986年2月6日 - M29の発売開始。
- 1986年2月6日 - 日本モデルガン製造協同組合が『M29は自主規制に反するため出荷・販売を差し止めてほしい』と卸店、小売店に通知。
- 1986年2月8日 - 日本モデルガン製造協同組合の川島理事長が警察庁に『金属製弾丸を発射する可能性が強いのでひとつ検討してほしい』と打診。
- 1986年2月10日 - 警察庁より国際産業の管轄である警視庁へ依頼事項の引継ぎ。
- 1986年2月12日 - 国際産業社長、顧問弁護士の連名で、『事前に警察当局に相談し、「保安上問題がないので、製造販売してよい」との許可のもと、製造販売に踏切ったものです。金属弾丸発射の可能性がある危険な製品である等の事実は全くありません。警察当局から取締まり、警告等を受けることはございません。』との文書を卸店、販売店等に配布。
- 1986年2月24日 - 警視庁科学捜査研究所が『発射機能あり』との鑑定結果を報告。
- 1986年2月25日 - 警視庁保安係の西田係長が川島理事長を呼び出すが、鑑定結果を教えず。『国際産業を逮捕しろと言うならおまえらも一緒だ。』と発言。
- 1986年3月10日 - 警視庁はプラスチック製の玩具銃が銃刀法に該当するか法務省、検察庁と協議し、『該当する』との合意を得る。
- 1986年3月11日 - 警視庁は捜査会議の後、捜査に着手。同日735丁を押収。
- 1986年3月19日 - 国際産業社長が自民党中山太郎衆議院議員に陳情に出向く。
- 1986年3月27日 - この日までに延べ1740丁を押収。
- 1986年3月28日 - 写真週刊誌に国際産業社長とM29に関する記事が掲載される。
- 1986年3月28日 - 参議院予算委員会にて日本社会党参議院議員佐藤三吾が2月25日の西山係長発言は『おまえたち余計なことするな』という主旨だと発言。
- 1986年3月31日 - 警視庁が日本モデルガン製造協同組合に回収を依頼。
- 1986年4月1日 - この日までにのべ2600丁を押収。
- 1986年4月2日 - 通産省が国際産業社長を招致。『武器等製造法にいう武器に該当する』との判断を通知し回収を指示。
- 1986年4月2日 - 参議院地方行政委員会にて国際産業への扱いに対して警視庁は銃刀法、通産省は武器製造法と違反事実について認識の違いが露見する。

## 当製品の法律上の定義
1986年3月28日の参議院予算委員会にて政府委員の新田勇（現・一般社団法人新型インフルエンザ対策協議会理事長。警察庁入庁後、大阪府警刑事部長や防衛庁長官官房審議官などを歴任）は以下のような見解を述べている。
『私どもがこのガンを真正拳銃であると言っておりますのは、このプラスチックのガンにつけて売っておりますフロンガスによってプラスチックの弾を撃つ、この銃の本来のといいましょうか、それをくっつけて売っているそのものについて申しているわけではございませんで、特製の薬きょう、特に強化された薬きょうを用い、そしてその中に火薬を入れ金属製の弾頭をつけた場合に、このガンが打撃構造を持った撃発装置を持っているということからそちらの方に悪用される、こういうことでございます。』
この見解から、ミラクルカートリッジが蓄圧式だったから違法だったのではないことが証明された。しかしながらM29パワーアップマグナムが実銃であるという認識が変わるものではなく、現在でも所持や販売をしていた場合は銃刀法違反となる。
なお、前述の通りミラクルカートリッジ自体に問題があると判断はされていないため、カートリッジの単純所持では違法とはならない。
結局のところ国際産業はこれらの製品を製造販売した罪に問われる事はなかった。
この製品が発売された1986年は日本でのサミット開催が控えていた。国会内でも国際産業への立件より、警備上の理由により市場に出回っている製品の回収（押収）する事を優先するとの主旨の発言が相次いだ。
この後にもアサヒファイアーアームズM40やタナカカシオペアシステム等の蓄圧式エアソフトガンを実銃とみなして発売禁止、回収となる事件が起きている。
この事から一般的に蓄圧式は違法、または危険であるという認識があるが間違いである。それは蓄圧式を採用しているファルコントーイ 44マグナム、ハドソン産業 マッドマックス、タナカ M97やタナカ M870等は何の問題になってないからであり、必ずしも違法性に結びつくわけではない事が実証されているからである。
なお、タナカ M870は素材強度や機構に対して、カシオペアシステム同様の事件に発展する可能性を指摘する声が絶えなかったため、自主的に製造を終了している。